# Прва лига СР Југославије у кошарци 1995/96.
Првенство СР Југославије у кошарци 1995/1996. је било пето првенство Савезне Републике Југославије у кошарци. Због спонзорског уговора лига је имала назив Винстон ЈУБА лига. Титулу је освојио Партизан.

## Табела
|     | Тим             | Игр. | Поб. | Изг. | П+   | П-   | П+/- | Проц. |
| --- | --------------- | ---- | ---- | ---- | ---- | ---- | ---- | ----- |
| 1.  | Партизан        | 36   | 27   | 9    | 2011 | 1856 | +155 | 75%   |
| 2.  | Будућност       | 36   | 26   | 10   | 1872 | 1843 | +29  | 72%   |
| 3.  | БФЦ Беочин      | 36   | 25   | 11   | 1821 | 1668 | +153 | 69%   |
| 4.  | Ива Зорка Фарма | 36   | 25   | 11   | 1882 | 1796 | +86  | 69%   |
| 5.  | Беобанка        | 36   | 24   | 12   | 1718 | 1553 | +165 | 66%   |
| 6.  | Црвена звезда   | 36   | 23   | 13   | 1729 | 1721 | +8   | 64%   |
| 7.  | Спартак         | 36   | 22   | 14   | 1814 | 1820 | -6   | 61%   |
| 8.  | Боровица        | 36   | 22   | 14   | 1725 | 1751 | -26  | 61%   |
| 9.  | ФМП Железник    | 36   | 19   | 17   | 1680 | 1734 | -54  | 52%   |
| 10. | Раднички ЦИП    | 36   | 16   | 20   | 1802 | 1902 | -100 | 44%   |
| 11. | Ловћен          | 36   | 15   | 21   | 1523 | 1693 | -170 | 41%   |
| 12. | Морнар Приморка | 36   | 12   | 24   | 1660 | 1900 | -240 | 33%   |

### Финале плеј-офа
1. Партизан - БФЦ Беочин 89:93
2. Партизан - БФЦ Беочин 	85:89
3. БФЦ Беочин - Партизан 	63:79
4. БФЦ Беочин - Партизан 69:71
5. Партизан - БФЦ Беочин 65:56

| Првак СР Југославије 1995/96. |
| ----------------------------- |
| Партизан                      |

## Састави екипа
| Екипа           | Играчи | Тренер                           |
| --------------- | --- | -------------------------------- |
| Партизан        | Драгољуб Видачић, Харис Бркић, Даворин Далипагић, Александар Чубрило, Зоран Стевановић, Мирослав Берић, Дејан Котуровић, Ратко Варда, Дејан Томашевић, Владимир Петровић, Предраг Дробњак, Драган Луковски             | Ранко Жеравица                   |
| БФЦ             | Александар Смиљанић, Жељко Вучуровић, Немања Даниловић, Зоран Марковић, Милан Маринковић, Љубомир Николић, Зоран Стојачић, Никола Глишовић, Владимир Кузмановић, Бојан Кусмук, Миленко Топић, Жељко Топаловић          | Мирослав Николић                 |
| Црвена звезда   | Небојша Илић, Милета Лисица, Лука Павићевић, Никола Јестратијевић, Александар Трифуновић, Александар Гилић, Мирко Павловић, Горан Караџић, Зоран Сретеновић, Игор Ракочевић, Велибор Радовић, Радоњић, Стевић, Крговић | Михаило Увалин, Борислав Џаковић |
| Будућност       | Драган Вукчевић, Гаврило Пајовић, Владо Шћепановић, Александар Ивановић |                                  |
| Ива Зорка Фарма | Мијаило Грушановић | Милован Степандић                |
| Беобанка        | Милан Прековић, Драгиша Шарић, Оливер Поповић | Дарко Русо                       |
| Спартак         | Владимир Ђокић, Дејан Мишковић, Драган Марковић, Ненад Чанак | Рајко Тороман                    |
| Боровица        | Владимир Драгутиновић, Слађан Стојковић, |                                  |
| ФМП             | Дејан Вукосављевић, Веселин Петровић, Никола Булатовић, Млађан Шилобад, Ивица Мавренски | Момир Милатовић                  |
| Раднички ЦИП    | Игор Перовић, Александар Нађфеји, Горан Бошковић | Ацо Петровић                     |
| Ловћен          | Дејан Радоњић |                                  |
| Морнар          | Ранко Чарапић |                                  |
| Војводина       | Златко Болић, Јово Станојевић |                                  |
| НАП             | Горан Савановић |                                  |